# Geografia da religião

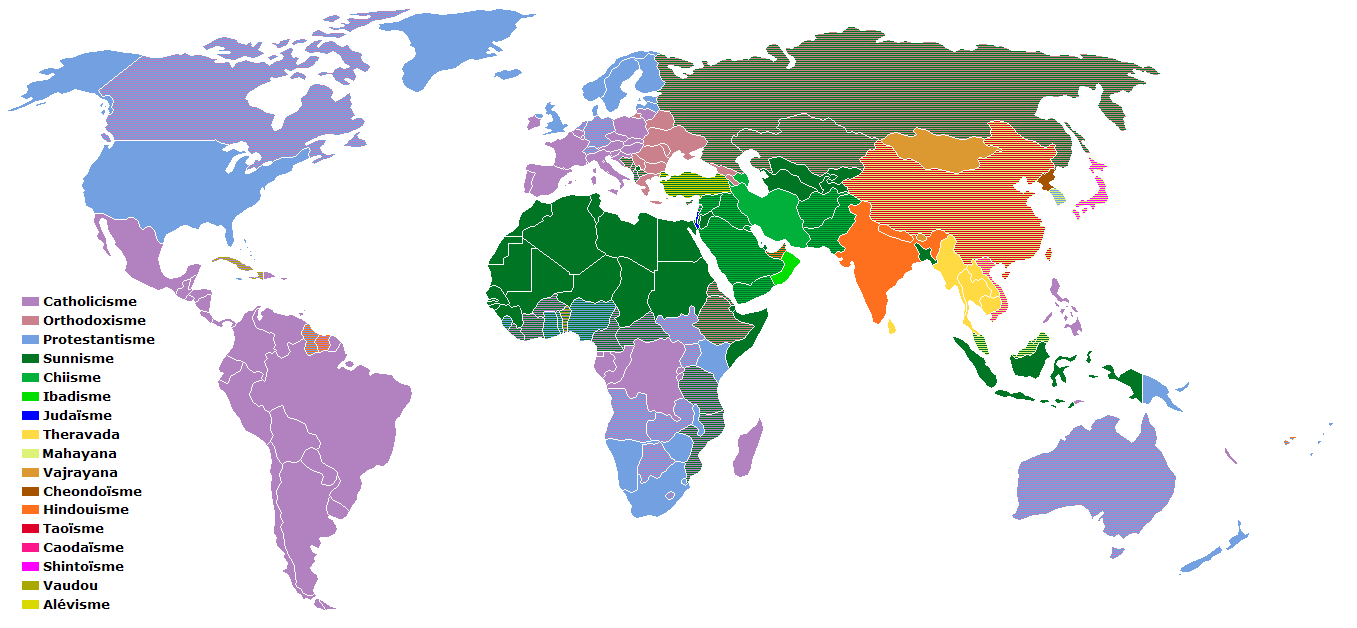
Mapa mundial mostrando a religião dominante em cada país

Geografia da religião é o estudo do impacto da geografia (ou seja, do lugar e do espaço) na crença religiosa.
Outro aspecto da relação entre religião e geografia é a ou uma geografia simultâneo "geografia religiosa", na qual as ideias geográficas são influenciadas pela religião, como na fabricação de mapas e a "geografia bíblica", que se desenvolveu no século XVI para identificar locais citados na Bíblia.

## Leituras complementares
- Knott, Kim (2005). The location of religion: a spatial analysis. [S.l.]: Equinox Publishing Ltd. ISBN 190476875X, 9781904768753 Verifique |isbn= (ajuda)
- Park, Chris (1994). Sacred worlds: an introduction to geography and religion. [S.l.]: Routledge. ISBN 0415090121, 9780415090124 Verifique |isbn= (ajuda)